# Fabian Libiszewski
Fabian Libiszewski (Saint-Étienne, 5 de gener de 1984) és un jugador d'escacs francès, que té el títol de Gran Mestre des de 2009. Actualment és jugador del Club Escacs Olot.
A la llista d'Elo de la FIDE del maig de 2016, hi tenia un Elo de 2533 punts, cosa que en feia el jugador número 22 (en actiu) de França. El seu màxim Elo va ser de 2543 punts, a la llista del maig de 2014 (posició 540 al rànquing mundial).

## Resultats destacats en competició
El 2006 va guanyar el Torneig de Canes, i el 2007 l'Obert de Montcada i l'Obert de Marsella. El 2009 guanyà el Festival de Xauen (Marroc).